# The Movie Database
The Movie Database (TMDb) is een gezamenlijke database over films. Het project werd in 2008 opgericht door Travis Bell om filmposters te verzamelen. De eerste database was een donatie van het gratis Open Media Database (omdb) project. TMDb is een concurrent van de commerciële Internet Movie Database en kan bijvoorbeeld worden gebruikt door de mediacentersoftware Kodi.
In 2010 werd TMDb verkocht aan het bedrijf Fan TV, maar de site wordt nog steeds beheerd door de oprichter. Medio 2020 bevatte de database 568.729 films en 1.752.577 personen.